# Salbei-Gamander
Der Wald-, Salbei- oder Salbeiblättrige Gamander (Teucrium scorodonia) ist eine Pflanzenart aus der Gattung Gamander (Teucrium) innerhalb der Familie der Lippenblütler (Lamiaceae).
Außerhalb der Blühzeit kann der Wald-Gamander aufgrund von Blättern und Wuchsform mit Schwarznessel, Brennnesseln und Taubnesseln (Lamium spp.) verwechselt werden.

## Beschreibung

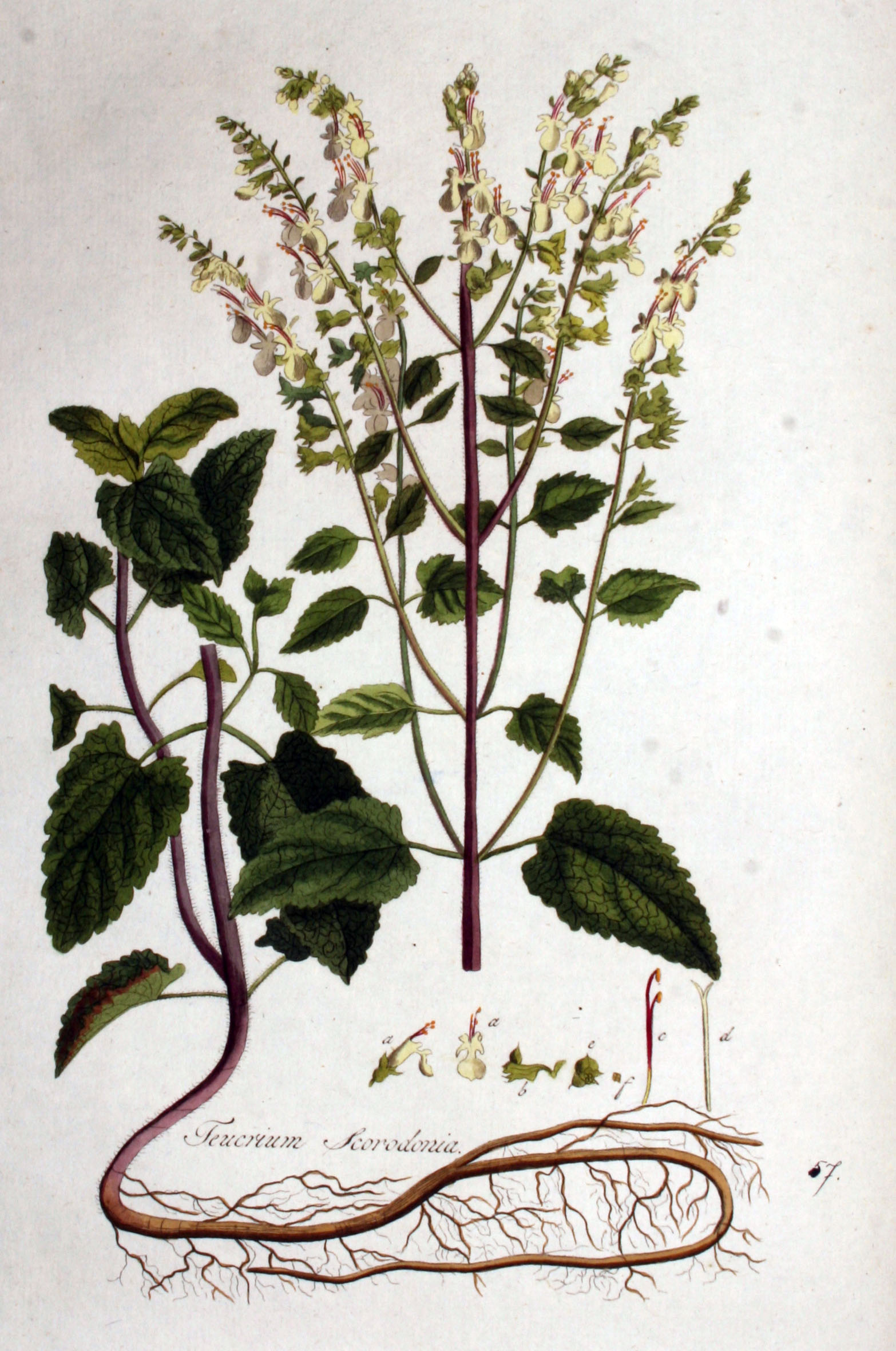
Illustration aus Flora Batava, Band 1

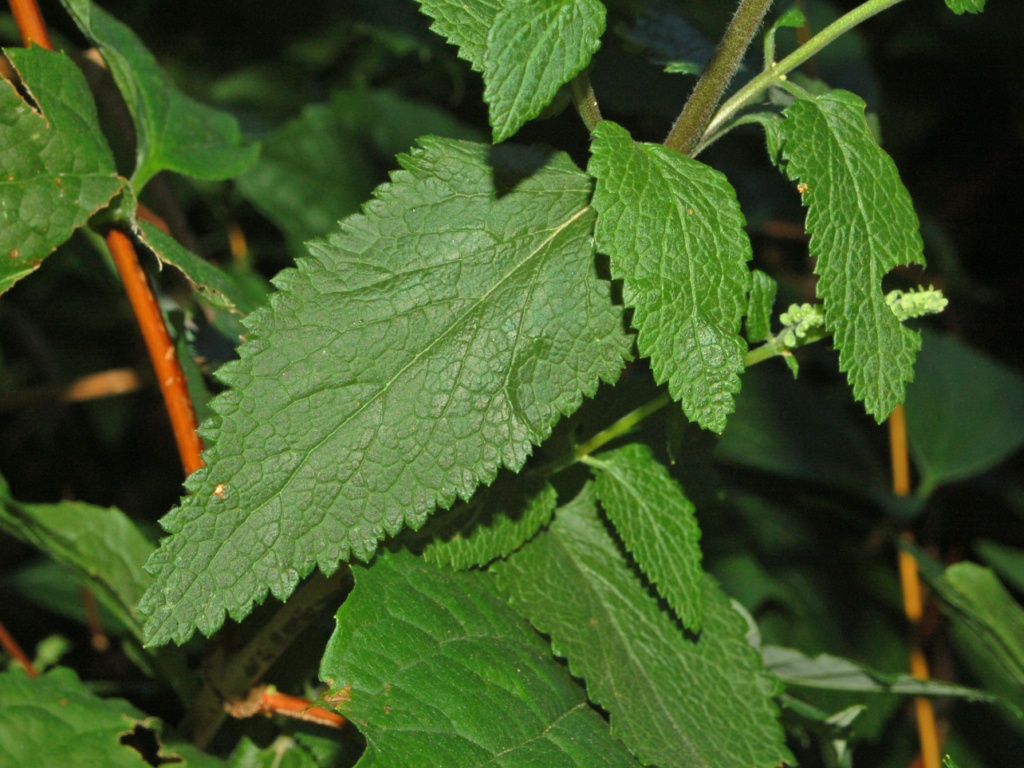
Laubblätter

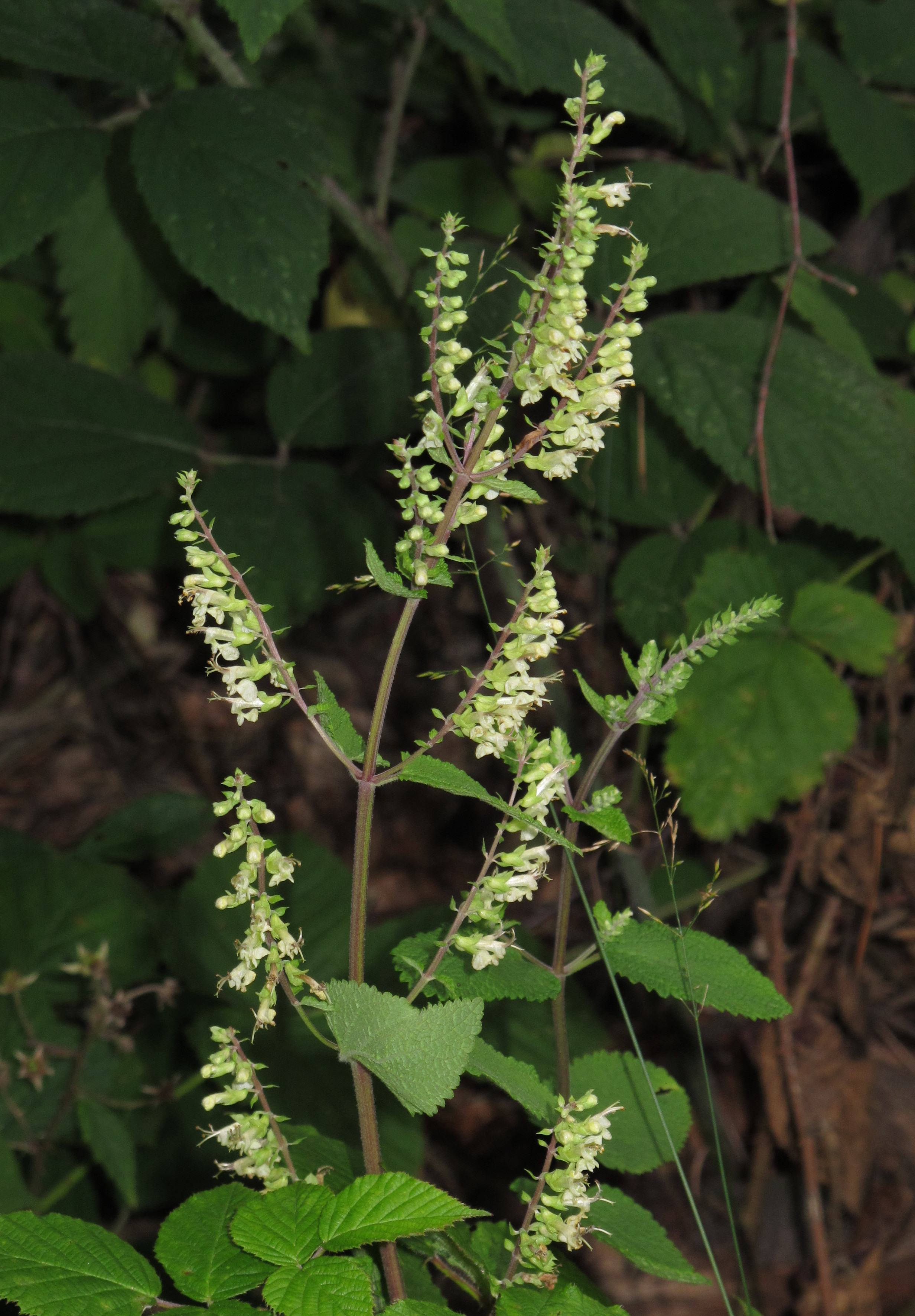
Blütenstand

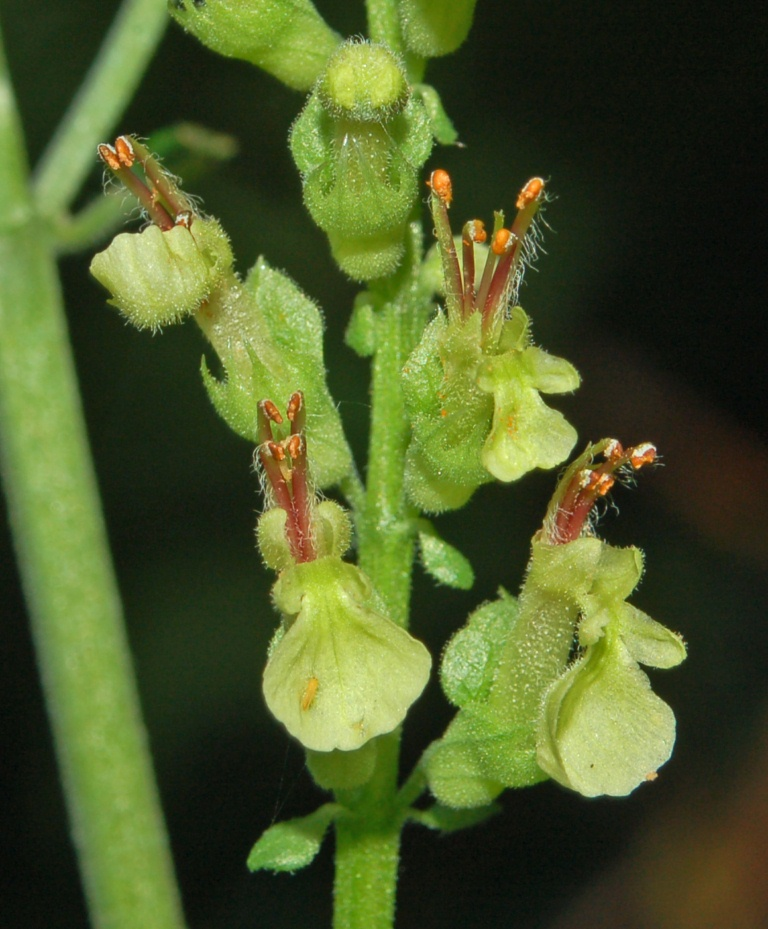
Blüten

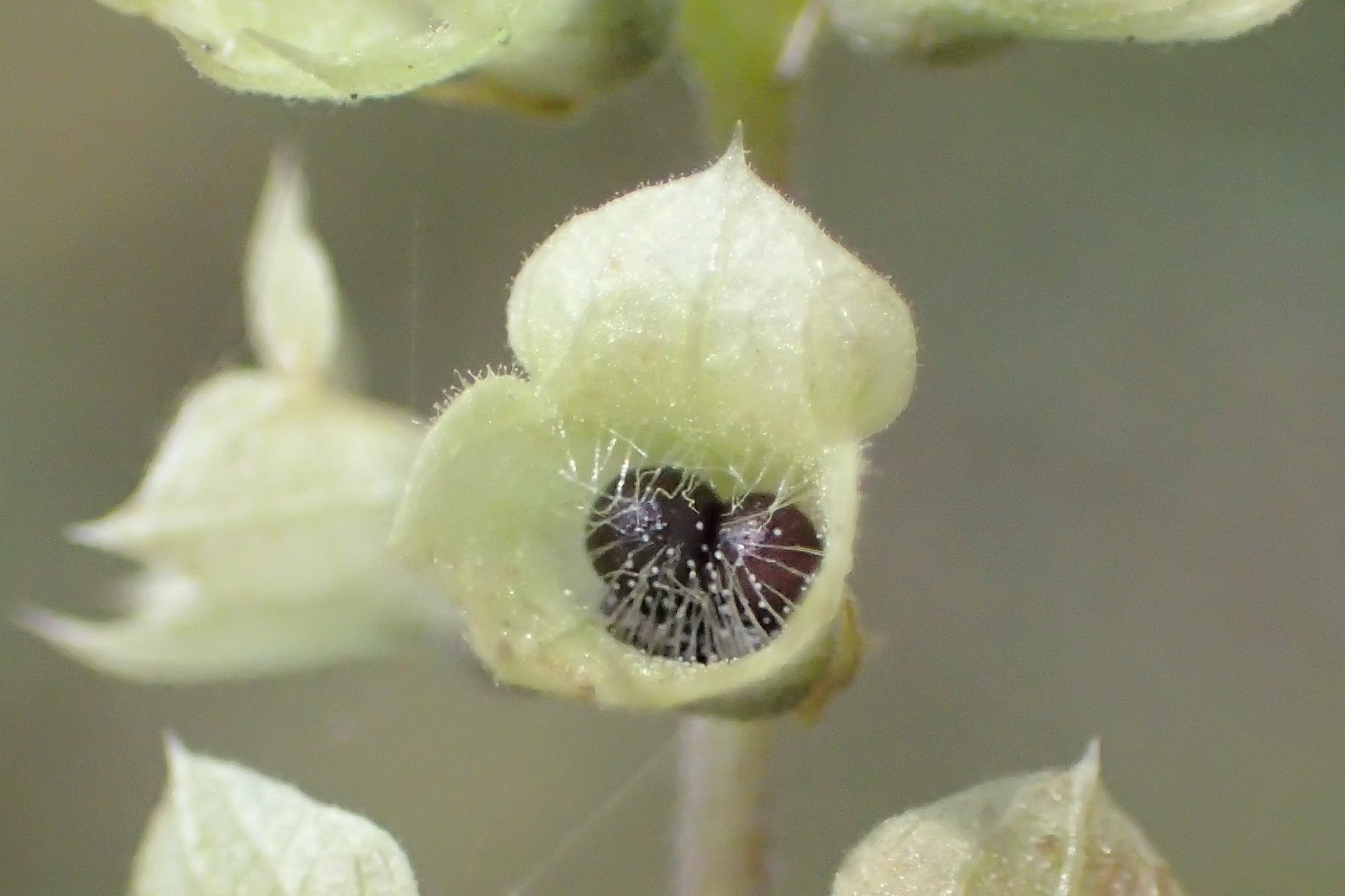
Fruchtkelch

### Vegetative Merkmale
Der Salbei-Gamander ist eine ausdauernde krautige Pflanze und erreicht eine Wuchshöhe von 30 bis 60 Zentimetern. Sie besitzt unterirdische Ausläufer. Der Stängel ist oben meist ästig verzweigt und allgemein kurzabstehend-zottig behaart.
Die gegenständig angeordneten Laubblätter sind in Blattstiel und Blattspreite gegliedert. Der Blattstiel ist 1 bis 2 Zentimeter lang. Die einfache Blattspreite ist bei einer Länge von 3 bis 7 Zentimetern sowie einer Breite von 1,5 bis 4,5 Zentimetern herz-eiförmig bis länglich mit herzförmigem oder gestutztem Spreitgrund und dicht kerbig gesägten Blattrand. Die Blattspreite ist stark netznervig und etwas runzlig.

### Generative Merkmale
Die Blütezeit reicht von Juli  bis September. Die Blüten sitzen einzeln oder zu zweien in den Achseln sehr kleiner Hochblätter und stehen in einem mehr oder weniger einseitswendigen, lockeren, 5 bis 15 Zentimeter langen scheintraubigen Blütenstand zusammen. Die Blüten sind bei einer Länge von 9 bis 12 Millimetern zygomorph mit doppelter Blütenhülle. Der Kelch ist röhrig-glockig, herabgebogen und helmförmig zweilippig geformt. Der Kelch ist dadurch helmförmig zweilippig, weil der obere, aufgebogene, breit eiförmige Zahn viel größer ist als die anderen. Die Krone ist blass-grünlich-gelb, die Röhre rötlich gefärbt. Die Kronröhre ragt weit vor, die Unterlippe ist herabgekrümmt. Ihr Mittellappen ist stark konkav und viel größer als die kleinen, aufrecht abstehenden Seitenlappen. Die Staubblätter sind behaart. Die Klausenfrucht (Bruchfrucht) zerfällt in Klausen. Die Klausen (Teilfrüchte, Nüsschen) sind bei einem Durchmesser von 1 bis 1,5 Millimetern kugelig und fast glatt.
Die Chromosomenzahl beträgt 2n = 32 oder 34.

## Ökologie
Der Salbei-Gamander ist in mildem Klima ein krautiger Chamaephyt und sonst auch ein Hemikryptophyt und eine Schaftpflanze. Vegetative Vermehrung erfolgt durch unterirdische Ausläufer.
Die Diasporen sind die Klausen zusammen mit dem haltbaren Kelch. Der Kelch übernimmt die Funktion einer biologischen Kapsel. Die Klausen breiten sich als Tier- und Windstreuer aus sowie als Regenschwemmlinge, daneben erfolgt eine Bearbeitungsausbreitung durch Vögel. Die Fruchtreife liegt zwischen Juli und September. Die Früchte sind Wintersteher. Die langlebigen Samen sind Lichtkeimer.
Die Blüten werden von Apiden, seltener von Schwebfliegen oder Schmetterlingen besucht.

## Vorkommen
Der Salbei-Gamander kommt von Tunesien und Westeuropa bis ins südliche Skandinavien, im westlichen Mitteleuropa und im westlichen Mittelmeerraum bis in die südliche Balkanhalbinsel vor. Es ist ein subatlantisches Florenelement. Die Vorkommen auf Madeira wurden 2008 abgetrennt als Teucrium francoi M.Seq., Capelo, J.C.Costa & R.Jardim.
In Österreich ist er zerstreut bis sehr selten zu finden, in der Schweiz ist er verbreitet.
Der Salbei-Gamander ist im westlichen und südlichen Teil Deutschlands meist verbreitet, im Norden zerstreut bis selten vorkommend. Nach Osten ist er zerstreut bis Thüringen, Sachsen und den Bayerischen Wald zu finden; im deutschen Teil der Alpen ist er sehr selten. In den Allgäuer Alpen steigt er in Bayern an der Jochstraße zwischen Hindelang und Oberjoch bis zu einer Höhenlage von 1100 Metern auf, im Tessin bis 1500 Meter und im Bergell bis 1430 Meter.
Der Salbei-Gamander wächst in lichten Laub- und Nadelwäldern, Waldschlägen und Heiden. Er gedeiht am besten auf nicht zu trockenen Böden und ist auf kalkarmem Untergrund etwas häufiger als auf kalkreichem. Er gedeiht oft auf mäßig trockenen bis frischen, nährstoff- und basenarmen, sauren, modrig-humosen, meist sandig-steinigen Lehmböden in wintermild-humider Klimalage. Er ist in Mitteleuropa eine Charakterart des Verbands Quercion roboris, kommt aber auch im Pruno-Rubion fruticosi-Verband vor. Im Norden und Osten Mitteleuropas kommt er in Gesellschaften des Verbandes Trifolion medii vor.
Die ökologischen Zeigerwerte nach Landolt et al. 2010 sind in der Schweiz: Feuchtezahl F = 2+ (frisch), Lichtzahl L = 3 (halbschattig), Reaktionszahl R = 2 (sauer), Temperaturzahl T = 3+ (unter-montan und ober-kollin), Nährstoffzahl N = 2 (nährstoffarm), Kontinentalitätszahl K = 2 (subozeanisch).

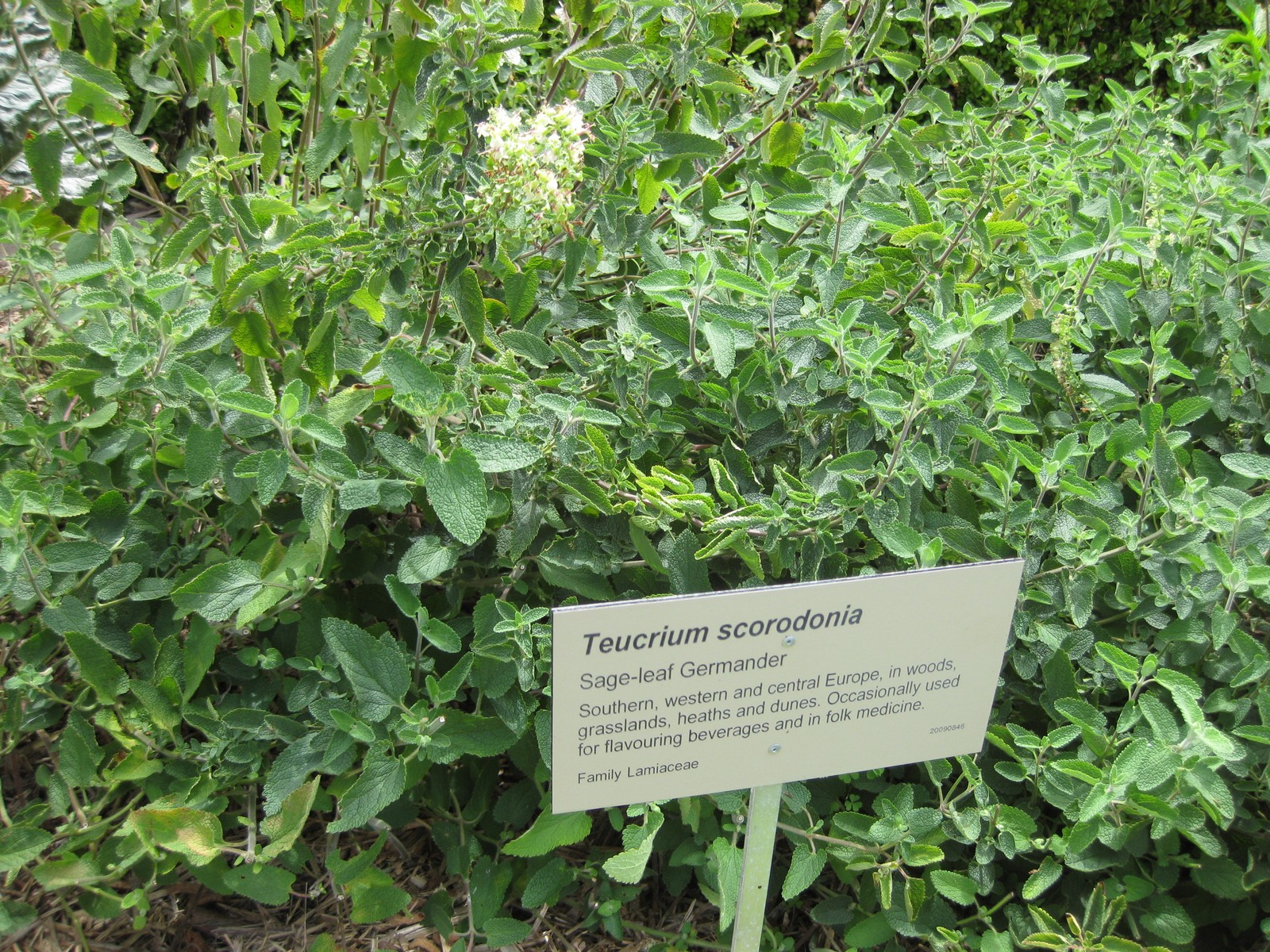
Habitus als Kulturpflanze

## Nutzung als Heilpflanze
In manchen Gegenden wird der Salbei-Gamander ähnlich wie die Salbei-Arten zum Beispiel als Wundmittel verwendet.
Als „Wirkstoff“ findet der Salbei-Gamander Verwendung in homöopathischen Arzneimitteln. Er soll besonders gegen Tuberkulose helfen, was wissenschaftlich nicht bestätigt ist.